# Kryształowe miasto
Kryształowe miasto (tyt. oryg. The Crystal City) – powieść fantasy Orsona Scotta Carda z 2003 r., będąca szóstą częścią cyklu Opowieści o Alvinie Stwórcy. W Polsce książka wydana została nakładem wydawnictwa Prószyński i S-ka.